# Euphorbia cruentata
Euphorbia cruentata är en törelväxtart som beskrevs av Robert Graham. Euphorbia cruentata ingår i släktet törlar, och familjen törelväxter.
Artens utbredningsområde är Missouri. Inga underarter finns listade i Catalogue of Life.